# حییم هرتزوگ
حییم هرتزوگ (عبری: חיים הרצוג‎؛ ۱۷ سپتامبر ۱۹۱۸ – ۱۷ آوریل ۱۹۹۷) رئیس جمهور اسرائیل، دیپلمات و افسر اهل اسرائیل بود که به عنوان ششمین رئیس‌جمهور اسرائیل در بلفاست به دنیا آمد و عمدتاً در دوبلین پایتخت ایرلند امروزی بزرگ شد. وی که پسر خاخام ارشد ایرلند، اسحاق هالیوی هرتزوگ بود، در سال ۱۹۳۵ به فلسطین تحت قیومیت بریتانیا مهاجرت کرد و در گروه شبه‌نظامی یهودی هاگانا در طول شورش اعراب ۱۹۳۶-۱۹۳۹ خدمت کرد. او پس از جنگ به سرزمین فلسطین بازگشت و پس از پایان قیمومیت بریتانیا و منشور استقلال اسرائیل در سال ۱۹۴۸، در نبردهای لاترون در طول جنگ اعراب و اسرائیل در سال ۱۹۴۸ شرکت کرد. او در سال ۱۹۶۲ با درجه سرلشگری از نیروهای دفاعی اسرائیل بازنشسته شد.
حییم هرتزوگ در ۱۷ آوریل ۱۹۹۷ در سن ۷۸ سالگی درگذشت. فرزند وی اسحاق هرتزوگ رئیس جمهور فعلی اسرائیل است.  
حییم هرتزوگ، برادرزنِ آبا اِبن، دیپلمات برجسته اسرائیلی بود.